# Réaction de Landolt
La réaction horloge à l'iode est une expérience classique de démonstration d'horloge chimique visant à afficher la cinétique chimique en action; elle a été découverte par Hans Heinrich Landolt en 1886,. La réaction horloge à l'iode existe en plusieurs variantes, chacune impliquant des espèces d'iode (ion iodure, iode libre ou ion iodate ) et des réactifs rédox en présence d'amidon. Deux solutions incolores sont mélangées et, au début, il n’y a pas de réaction visible. Après un court laps de temps, le liquide passe soudainement à une nuance de bleu foncé en raison de la formation d'un complexe triiodure-amidon. Dans certaines variantes, la solution passera incessamment de couleur incolore à bleue et redeviendra incolore jusqu'à épuisement des réactifs.

## Variante du peroxyde d'hydrogène
Cette réaction commence à partir d'une solution de peroxyde d'hydrogène avec de l'acide sulfurique.  À cela, on ajoute une solution contenant de l'iodure de potassium , du thiosulfate de sodium et de l'amidon. Deux réactions se produisent dans la solution. 
Dans la première réaction lente, de l'iode est produit: 
H2O2 + 2 I− + 2 H+ → I2 + 2 H2O.
Dans la seconde réaction rapide, l'iode est reconverti en 2 ions iodures par le thiosulfate: 
2 S2O32− + I2 → S 4O62− + 2 I−.
Après un certain temps, la solution change toujours de couleur en un bleu très foncé, presque noir. 
Lorsque les solutions sont mélangées, la deuxième réaction entraîne la consommation de l'ion triiodure beaucoup plus rapidement qu'elle n'est générée et seule une petite quantité de triiodure est présente dans l'équilibre dynamique. Une fois que l'ion thiosulfate est épuisé, cette réaction s'arrête et la couleur bleue provoquée par le complexe triiodure–amidon apparaît. 
Tout ce qui accélère la première réaction raccourcira le temps nécessaire pour que la solution change de couleur.  Diminuer le pH (augmenter la concentration en H+) ou augmenter la concentration en iodure ou en peroxyde d’hydrogène raccourcira la durée. Ajouter plus de thiosulfate aura l'effet inverse, il faudra plus de temps pour que la couleur bleue apparaisse. 

## Variante de l'iodate
Un autre protocole utilise une solution d'ion iodate (par exemple l'iodate de potassium) à laquelle est ajoutée une solution acidifiée (à nouveau avec de l'acide sulfurique) de bisulfite de sodium. 
Dans ce protocole, l'ion iodure est généré par la lente réaction suivante entre l'iodate et le bisulfite : 
IO3− + 3 HSO3− → I− + 3 HSO4−
Cette première étape est l’étape déterminante du taux.  Ensuite, l'excès d'iodate oxydera l'iodure généré ci-dessus pour former de l'iode : 
IO3− + 5 I− + 6 H+ → 3 I2 + 3 H2O
Cependant, l'iode est réduit immédiatement en iodure par le bisulfite : 
I2 + HSO3− + H2O → 2 I− + HSO4− + 2 H+
Lorsque le bisulfite est complètement consommé, l'iode survivra (c'est-à-dire sans réduction par le bisulfite) pour former le complexe bleu foncé avec l'amidon. 

## Variante du persulfate
Cette réaction d'horloge utilise du persulfate de sodium, de potassium ou d'ammonium pour oxyder les ions iodure en iode. Le thiosulfate de sodium est utilisé pour réduire l'iode en iodure avant que l'iode ne puisse se complexer avec l'amidon pour former la couleur bleu-noir caractéristique. 
L'iode est généré : 
2 I− + S2O82− → I2 + 2 SO42−
Et est ensuite retiré : 
I2 + 2 S2O32− → 2 I− + S4O62−
Une fois que tout le thiosulfate est consommé, l'iode peut former un complexe avec l'amidon. Le persulfate de potassium est moins soluble alors que le persulfate d'ammonium a une solubilité plus élevée et est utilisé à la place dans la réaction décrite dans les exemples de l'Université d'Oxford. 

## Variante du chlorate
Une séquence d'horloge expérimentale à l'iode a également été établie pour un système composé d'iodure de potassium et de diiode (Solution de Lugol, de chlorate de sodium et d'acide perchlorique, qui se produit dans les réactions suivantes:
Le triiodure est présent à l'équilibre avec l'anion iodure et l'iode moléculaire :
I3−  ⇄ I− + I2
L'ion chlorate oxyde l'ion iodure en acide hypoiodeux et en acide chloreux dans l'étape cinétiquement déterminante, lente : 
ClO3− + I− + 2 H+ → HOI + HClO2
La consommation de chlorate est accélérée par la réaction de l'acide hypoïodeux en acide iodé et en acide chloreux supplémentaire : 
ClO3− + HOI + H+ → HIO2 + HClO2
Une plus grande autocatalyse lorsque l’acide iodé nouvellement généré convertit également le chlorate dans l’étape de réaction la plus rapide : 
ClO3− + HIO2 → IO3− + HClO2
Dans cette horloge, la période d'induction est le temps nécessaire pour que le processus autocatalytique démarre, après quoi la concentration en iode libre diminue rapidement, comme observé par Spectroscopie ultraviolet-visible. 

## Voir également
- Réaction oscillante
- Réaction ancienne de Nassau
- Oscillateur chimique
- Réaction de Briggs – Rauscher